# Nový Valdek
Nový Valdek (německy Neu Waldek) je základní sídelní jednotka, součást obce Opatovec v okrese Svitavy v Pardubickém kraji. Nachází se asi 6 km severozápadně od Svitav. V roce 2011 zde žilo 33 obyvatel v 15 domech.
Osada leží u rybníka Pařez. Těsně kolem jejího jižního okraje prochází silnice I/35.
| Rok            | 1869 | 1880 | 1890 | 1900 | 1910 | 1921 | 1930 | 1950 | 1961 | 1970 | 1980 | 1991 | 2001 | 2011 |
| -------------- | ---- | ---- | ---- | ---- | ---- | ---- | ---- | ---- | ---- | ---- | ---- | ---- | ---- | ---- |
| Počet obyvatel | 155  | 151  | 148  | 132  | 109  | 106  | 101  | 49   | 41   | 44   | –    | –    | –    | 33   |
| Počet domů     | 25   | 25   | 25   | 21   | 19   | 19   | 19   | 10   | –    | 9    | –    | –    | –    | 15   |